# Herochroma scoblei
Herochroma scoblei är en fjärilsart som beskrevs av Inoue 1992. Herochroma scoblei ingår i släktet Herochroma och familjen mätare. Inga underarter finns listade i Catalogue of Life.